# 类拟闪蛛
类拟闪蛛（学名：Pseudoheliophanus similis）为跳蛛科拟闪蛛属的动物。在中国大陆，分布于内蒙古等地。该物种的模式产地在内蒙古。